# Терезіта (Оклахома)
Терезіта (англ. Teresita) — переписна місцевість (CDP) в США, в окрузі Черокі штату Оклахома. Населення — 188 осіб (2020).

## Географія
Терезіта розташована за координатами 36°7′23″ пн. ш. 94°58′49″ зх. д. / 36.12306° пн. ш. 94.98028° зх. д. (36.123039, -94.980345).  За даними Бюро перепису населення США в 2010 році переписна місцевість мала площу 25,23 км², уся площа — суходіл.

## Демографія
Згідно з переписом 2010 року, у переписній місцевості мешкало 159 осіб у 66 домогосподарствах у складі 48 родин. Густота населення становила 6 осіб/км².  Було 76 помешкань (3/км²).
Расовий склад населення:
| - 58,5 % — білих - 28,9 % — корінних американців - 4,4 % — азіатів - 0,6 % — чорних або афроамериканців |

До двох чи більше рас належало 6,9 %. Частка іспаномовних становила 1,9 % від усіх жителів.
За віковим діапазоном населення розподілялося таким чином: 22,0 % — особи молодші 18 років, 60,4 % — особи у віці 18—64 років, 17,6 % — особи у віці 65 років та старші. Медіана віку мешканця становила 44,5 року. На 100 осіб жіночої статі у переписній місцевості припадало 91,6 чоловіків;  на 100 жінок у віці від 18 років та старших — 82,4 чоловіків також старших 18 років.
Середній дохід на одне домашнє господарство  становив 43 467 доларів США (медіана — 39 375), а середній дохід на одну сім'ю — 47 191 долар (медіана — 41 250). Медіана доходів становила 30 417 доларів для чоловіків та 22 917 доларів для жінок. За межею бідності перебувало 21,8 % осіб, у тому числі 48,3 % дітей у віці до 18 років та 0,0 % осіб у віці 65 років та старших.
Цивільне працевлаштоване населення становило 83 особи. Основні галузі зайнятості: освіта, охорона здоров'я та соціальна допомога — 33,7 %, науковці, спеціалісти, менеджери — 18,1 %, виробництво — 13,3 %.